# Beauveria bassiana
Beauveria bassiana é um fungo que existe naturalmente nos solos de todo o mundo. Causa uma doença fatal em vários insetos agindo como um parasita; pertencendo deste modo ao grupo de fungos entomopatogênicos. A espécie foi nomeada em homenagem ao entomologista italiano Agostino Bassi, que descobriu em 1835 ser a causa da doença muscardina que atacava e matava o domesticado bicho-da-seda.
Espécies de Beauveria são fungos entomopatogênicos brancos. Estas formam conídios unicelulares que são tipicamente hidrofóbicos e muito pequenos. Os conídios são formados holoblasticamente de células conidiogêneses infladas basalmente. Após a produção de um conídio, a célula conidiogênese alonga antes de produzir outro conídio em cima de um pequeno dentículo. O resultado é a formação de um distinto, esbelto, eixo em zig-zag. Colônias de espécies de Beauveria são tipicamentes brancas ou incolores em meios de cultura artificiais.
Espécies de Tritirachium assemelham-se a espécies de Beauveria em ter células conidiogêneses em zig-zag, mas diferem pela falta de dentículos conspícuos e na produção de colônias nos tons amarelo-marrom ao roxo.
Espécies de Beauveria são comumente encontradas associadas com insetos ou em seus habitats, incluindo solos e habitações privadas. B. bassiana, o membro mais amplamente estudado deste gênero, tem sido desenvolvido como um pesticida biológico para vários insetos pragas.

## Referência
- (em inglês) Donald G. McNeil jr., Fungus Fatal to Mosquito May Aid Global War on Malaria, The New York Times, 10 de junho de  2005

## Análises
Esse Fungo parece algodão :v